# Campeonato Sudamericano Sub-20 de 1974
El Campeonato Sudamericano Sub-20 de 1974, que tuvo como sede a las ciudades de Arica, Concepción y Santiago en Chile, fue realizado entre el 3 y el 24 de marzo de ese mismo año.

## Equipos participantes
Participaron en el torneo 9 equipos representativos de las asociaciones nacionales afiliadas a la Confederación Sudamericana de Fútbol:
| Equipos participantes | Equipos participantes | Equipos participantes |
| --------------------- | --------------------- | --------------------- |
| Argentina             | Brasil                | Colombia              |
| Chile                 | Ecuador               | Paraguay              |
| Perú                  | Uruguay               | Venezuela             |

## Fechas y resultados

### Grupo A
| Selección | Pts. | PJ | PG | PE | PP | GF | GC | Dif. |
| --------- | ---- | -- | -- | -- | -- | -- | -- | ---- |
| Paraguay  | 5    | 3  | 2  | 1  | 0  | 5  | 1  | +4   |
| Argentina | 4    | 3  | 1  | 2  | 0  | 3  | 2  | +1   |
| Perú      | 3    | 3  | 1  | 1  | 1  | 2  | 2  | 0    |
| Ecuador   | 0    | 3  | 0  | 0  | 3  | 0  | 5  | -5   |

| 8 de marzo de 1974 | Argentina | 1:0 | Ecuador | ?, ? |  |
|                    | Cofone    |     |         |      |  |

| 8 de marzo de 1974 | Paraguay | 1:0 | Perú | ?, ? |  |

| 10 de marzo de 1974 | Argentina | 1:1 | Paraguay | ?, ? |  |
|                     | Cofone    |     |          |      |  |

| 13 de marzo de 1974 | Perú | 1:0 | Ecuador | ?, ? |  |

| 16 de marzo de 1974 | Paraguay | 3:0 | Ecuador | ?, ? |  |

| 17 de marzo de 1974 | Argentina | 1:1 | Perú | ?, ? |  |
|                     | Bertoni   |     |      |      |  |

### Grupo B
| Selección | Pts. | PJ | PG | PE | PP | GF | GC | Dif. |
| --------- | ---- | -- | -- | -- | -- | -- | -- | ---- |
| Brasil    | 7    | 4  | 3  | 1  | 0  | 14 | 2  | +12  |
| Uruguay   | 5    | 4  | 2  | 1  | 1  | 7  | 4  | +3   |
| Venezuela | 5    | 4  | 2  | 1  | 1  | 7  | 7  | 0    |
| Chile     | 3    | 4  | 1  | 1  | 2  | 4  | 6  | -2   |
| Colombia  | 0    | 4  | 0  | 0  | 4  | 4  | 12 | -8   |

| 1 de marzo de 1974 | Uruguay | 3:1 | Colombia | Estadio Regional de Concepción, Concepción |  |

| 1 de marzo de 1974 | Chile          | 1:1 | Venezuela              | Estadio Regional de Concepción, Concepción |  |
|                    | Mario Mena 18' |     | Alejandro González 63' |                                            |  |

| 6 de marzo de 1974 | Brasil                                         | 5:1 | Venezuela            | Estadio Regional de Concepción, Concepción |  |
|                    | Mauro 20' · Maizena 26' 37' 64' · Ze María 44' |     | Alfredo Buffardi 49' |                                            |  |

| 6 de marzo de 1974 | Chile | 3:0 | Colombia | Estadio Regional de Concepción, Concepción |  |

| 8 de marzo de 1974 | Uruguay | 2:0 | Chile | Estadio Regional de Concepción, Concepción |  |

| 8 de marzo de 1974 | Brasil | 6:1 | Colombia | Estadio Regional de Concepción, Concepción |  |

| 13 de marzo de 1974 | Brasil | 1:1 | Uruguay | Estadio Regional de Concepción, Concepción |  |

| 13 de marzo de 1974 | Colombia | 0:3 | Venezuela | Estadio Regional de Concepción, Concepción |  |
| El encuentro había sido ganado por Colombia con goles de Penagas y Aristizábal (de tiro penal), pero Colombia alineó indebidamente a dos jugadores y la victoria fue otorgada a Venezuela. |          |     |           |                                            |  |

| 15 de marzo de 1974 | Venezuela                               | 2:1 | Uruguay   | Estadio Regional de Concepción, Concepción |  |
|                     | Vicente Flores 43' · Alejandro González |     | Ortiz 66' |                                            |  |

| 15 de marzo de 1974 | Brasil | 3:0 | Chile | Estadio Regional de Concepción, Concepción |  |

### Fase final
|  | Semifinales           | Semifinales           |   |                       | Final                 | Final       |  |
|  | 22 de marzo'          | 22 de marzo'          |   |                       | 24 de marzo           | 24 de marzo |  |
|  |                       |                       |   |                       |                       |             |  |
|  | Santiago, 22 de marzo |                       |   |                       |                       |             |  |
|  | Brasil                | 2                     |   |                       |                       |             |  |
|  | Argentina             | 0                     |   |                       |                       |             |  |
|  |                       |                       |   |                       |                       |             |  |
|  |                       |                       |   |                       | Santiago, 24 de marzo |             |  |
|  |                       |                       |   |                       | Brasil                | 2           |  |
|  |                       | Uruguay               | 1 |                       |                       |             |  |
|  |                       |                       |   |                       |                       |             |  |
|  |                       |                       |   |                       |                       |             |  |
|  |                       |                       |   |                       | Tercer lugar          |             |  |
|  | Santiago, 22 de marzo | Santiago, 22 de marzo |   | Santiago, 24 de marzo | Santiago, 24 de marzo |             |  |
|  | Uruguay               | 3                     |   | Argentina             | 0                     |             |  |
|  | Paraguay              | 0                     |   |                       | Paraguay              | 1           |  |

#### Semifinales
| 22 de marzo de 1974 | Brasil | 2:0 | Argentina | ?, Santiago |  |

| 22 de marzo de 1974 | Uruguay | 3:0 | Paraguay | ?, Santiago |  |

#### Definición Tercer Puesto
| 24 de marzo de 1974 | Paraguay | 1:0 | Argentina | ?, Santiago |  |

#### Final
| 24 de marzo de 1974 | Brasil | 2:1 | Uruguay | ?, Santiago |  |

| Brasil         |
| Campeón Brasil |
| 1er título     |

## Cuadro general
| # | Selección | Pts. | PJ | PG | PE | PP | GF | GC | Dif. |
| 1 | Brasil    | 11   | 6  | 5  | 1  | 0  | 18 | 3  | 15   |
| 2 | Uruguay   | 7    | 6  | 3  | 1  | 2  | 11 | 6  | 5    |
| 3 | Paraguay  | 7    | 5  | 3  | 1  | 1  | 6  | 4  | 2    |
| 4 | Argentina | 4    | 5  | 1  | 2  | 2  | 3  | 5  | -2   |
| 5 | Venezuela | 5    | 4  | 2  | 1  | 1  | 3  | 8  | -5   |
| 6 | Chile     | 3    | 4  | 1  | 1  | 2  | 4  | 6  | -2   |
| 7 | Perú      | 3    | 3  | 1  | 1  | 1  | 2  | 2  | 0    |
| 8 | Ecuador   | 0    | 3  | 0  | 0  | 3  | 0  | 5  | -5   |
| 9 | Colombia  | 0    | 4  | 0  | 0  | 4  | 4  | 12 | -8   |